# نورشناخت کوانتومی

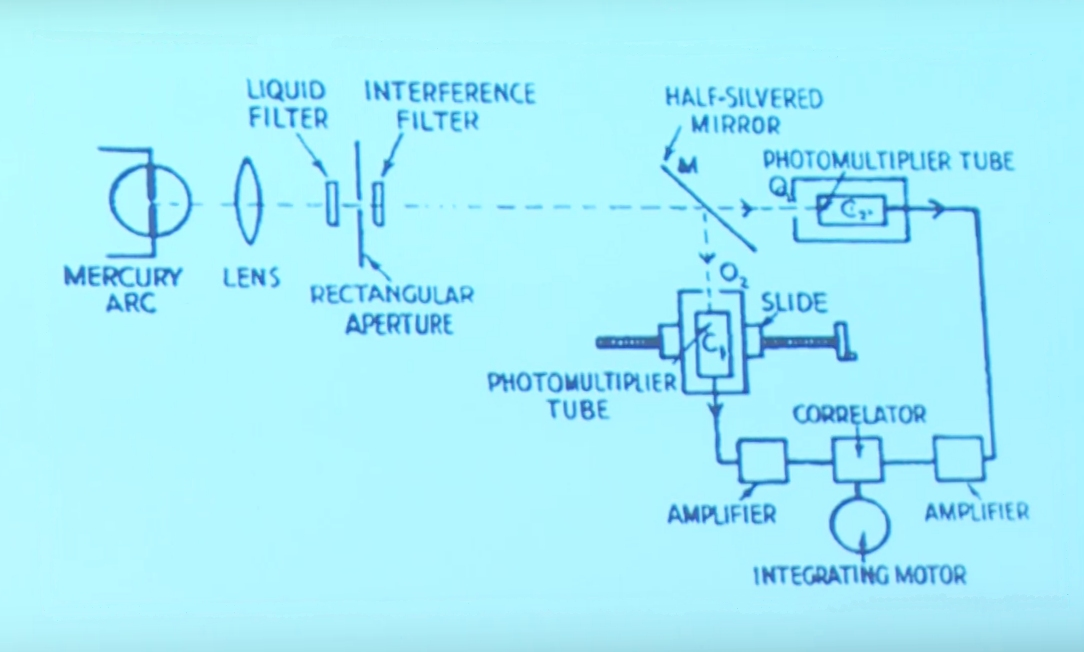
شماتیکی از وسایل آزمایشگاهی مورد استفاده در نورشناخت کوانتومی، براون و توئیس 1956

نورشناخت کوانتومی (نورشناسی کوانتومی) (Quantum Optics) شاخه از فیزیک است که رفتار نور را به عنوان یک موجود کوانتمی با رفتاری کاملاً کوانتمی بررسی می‌کند. نورشناخت کوانتومی در واقع به مطالعه جنبه‌هایی از نور در حوزهٔ مکانیک کوانتوم می‌پردازد .

## تاریخچه
ماهیت نور قرن هاست که برای بشر سوالی اساسی است. نیوتون در این زمینه نظریات قابل تاملی دارد. او نور را به صورت ذراتی در نظر گرفت که در یک مسیر خاص در حرکتند. پس از او دیدگاه موجی نور غلبه یافت و با ظهور مکانیک کوانتمی و توصیف پدیده فوتوالکتریک توسط انیشتین بر اساس نظریه ذره‌ای نور، این نظریه دوباره زنده شد. نورشناخت کوانتمی در واقع ادامه راه این شناخت است.
این شاخه از علم فیزیک امروزه به جاهای زیبایی رسیده‌است به گونه‌ای که دورنمای آتی آن بسیار روشن و هیجان بر انگیز است.

## کلیات
برای بررسی رفتار و ویژگی‌های نور و اندرکنش آن با ماده چندین رویکرد وجود دارد که می‌توان به نورشناخت کلاسیک که شامل بررسی رفتار نور به صورت یک پرتو نور (نورشناخت هندسی) و رفتار نور به عنوان یک موج الکترومغناطیس (نورشناخت الکترومغناطیسی)، و نورشناخت کوانتمی که به رفتار نور به عنوان یک موجود کوانتمی می‌پردازد اشاره کرد.
در رویکرد کوانتومی به نور که در واقع کاملترین رویکرد به نور تاکنون است، نور را به صورت یک موجود متشکل از ذراتی به نام فوتون فرض می‌کنند؛ به عبارتی هر فوتون یک بسته حاوی انرژی است که  انرژی آن به بسامد (فرکانس) نور بستگی دارد و با افزایش بسامد، انرژی این بسته نیز افزایش می‌یابد. این رویکرد تاکنون توانسته است به بسیاری از سوالات پیرامون رفتار نور در مواجهه با طبیعت و ماده پاسخ دهد.

## جبهه‌های علمی این شاخه
پالسهای فوق کوتاه، استفاده از نورشناخت کوانتومی در نظریه اطلاعات کوانتومی و کدگذاری کوانتومی و ایجاد مخابراتی جدید بر این پایه، کار با تک اتم، ایجاد تک فوتون و بسیاری از زمینه‌های تحقیقاتی دیگر.